# Goniobryum subaloma
Goniobryum subaloma là một loài rêu trong họ Rhizogoniaceae. Loài này được Herzog mô tả khoa học đầu tiên năm 1934.